# مسجد عين البربر
مسجد عين البربر أو مسجد بجاية هو مسجد تاريخي قديم في مدينة بجاية بولاية بجاية.

## وصف
كان مسجد عين البربر في قصبة بجاية بمثابة مكان عبادة وعلم يستقر فيه العلماء وطلبة العلم من أمثال أبي الحسن علي بن عثمان المنجلاتي، من أجل تدريس ودراسة علوم القرآن الكريم مع الفقه المالكي.

## مشاهير
وقد اتخذ سيدي علي المنجلاتي من مسجد عين البربر زاوية لتدريس مختلف العلوم الإسلامية خاصة منها الفقه على مذهب مالك بن أنس. وكان من بين تلاميذه سيدي عبد الرحمن الثعالبي، مع سيدي إبراهيم بوسحاقي وسيدي يحيى العيدلي.
وقد تتلمذ كذلك عليه مفتي بجاية أبو علي منصور المنجلاتي (1385م-1442م) بما سمح له بتبوء أعلى المراتب خلال القرن التاسع الهجري. كما تتلمذ على سيدي بلقاسم المشدالي في مسجد عين البربر العديد من التلاميذ، ومن بينهم «حمزة بن محمد بن حسن البجائي» (809 هـ-902 هـ). وصار من بعده الفقيه سيدي محمد المشدالي (804 هـ - 866 هـ) خطيب ومفتي جامع عين البربر.

## ذكر مسجد عين البربر في التراث الإسلامي
- قال سيدي عبد الرحمان الثعالبي في كتابه تفسير الثعالبي حول جامع عين البربر:[9]

## صلح بجاية
شَهِدَ «مسجد عين البربر» قيام المفتي «منصور المنجلاتي» خلال عام 843هـ بإبرام صلح في بجاية ما بين سلطان الدولة الحفصية المسمى أبو عمرو عثمان بن محمد المنصور (821هـ-893هـ) مع عمه والي بجاية آنذاك «أبو الحسن علي بن أبي فارس».
ذكر تقي الدين المقريزي (764هـ-845هـ) هذه الواقعة في الصفحتين 453 و454 ضمن المجلد السابع من كتابه السلوك لمعرفة دول الملوك:

## مقالات إضافية
- المرجعية الدينية الجزائرية
- الحزب الراتب
- المركز الثقافي الإسلامي لولاية بجاية